# Circuit City
Circuit City Stores  est un détaillant et un distributeur américain spécialisé dans le commerce d'ordinateurs personnels, de jeux vidéo et de produits électroniques grand public.
En 2007, Circuit City était classé dans le Fortune 500. Il opérait plus de 670 Superstores, aux États-Unis et à Porto Rico. Il possédait également plus de 850 magasins de détail et points de vente au Canada. Ils sont opérés par InterTAN Canada Ltd, qu'il a acquis le 19 mai 2004, sous les noms de The Source by Circuit City (RadioShack auparavant) ou La Source au Québec.
La société qui était cotée en bourse sous le code CCTYQ a été mise en faillite en 2009.

## Histoire
Le 10 novembre 2008, Circuit City s'est déclaré en faillite. Il a demandé la protection contre les créanciers selon le chapitre 11 de la loi sur les faillites des États-Unis.
Le 16 janvier 2009, Circuit City a décidé de procéder à la liquidation de ses magasins aux États-Unis.
La division canadienne connue sous le nom de La Source a cependant continué ses opérations puis a continué celles-ci sous le même nom après sa vente à BCE (entreprise mère de Bell Canada).